# 푸에블로 인디언

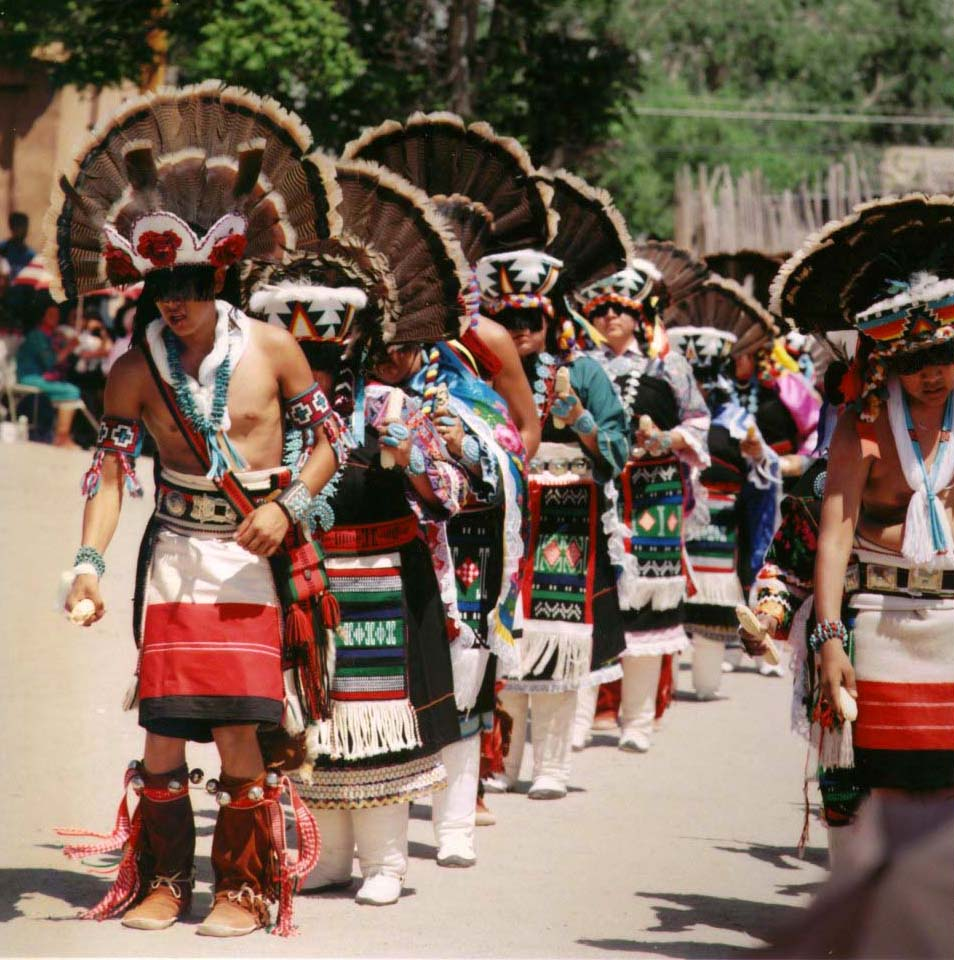
오케 오윙예 푸에블로(Ohkay Owingeh Pueblo)의 춤

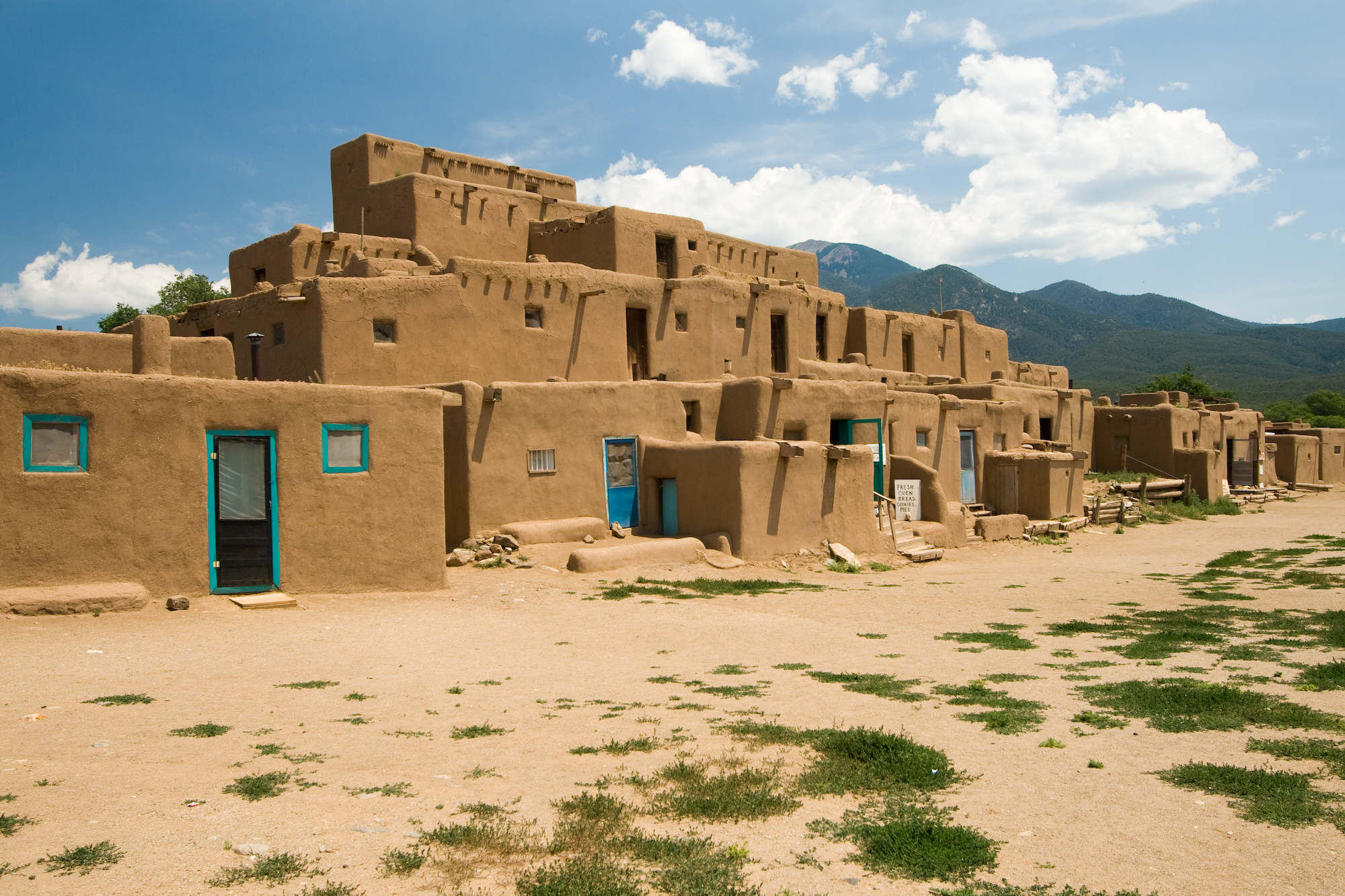
타오스푸에블로(Taos Pueblo)

푸에블로(Pueblo)는 뉴멕시코주와 애리조나주, 텍사스주에 부락을 이루어 사는 미국 원주민(Native American) 부족들을 말한다. 현재 21 푸에블로 부족이 있는데 19개의 푸에블로는 뉴멕시코 주에 있으며 대부분 리오그란데(Rio Grande) 강 가까운 곳에 많이 자리 잡고 있다. 1600년경 스페인 정복자들이 들어와서 접했을 때 스페인 사람들이 그들을 부르기를 부락을 이루고 사는 이란 뜻에서 푸에블로 인디언(Pueblo Indian), 또는 푸에블로인(人)(Pueblo People)이라고 부른 것이 그들을 일컫는 단어가 되고 말았다. 푸에블로(Pueblo)는 스페인어로써 부락(Village)이란 뜻이다.

## 역사
푸에블로의 선조는 아래의 셋에서 유래된 것으로 본다.
- 아나사지(Anasazi[ɑnəˈsɑzi]): 뉴멕시코 서북부 챠코 캐니언(Chaco Canyon)과 콜로라도 남서부 메사버드(Mesa Verde)에 살던 원주민
- 모거연(Mogollon[moʊgəˈyoʊn]): 뉴멕시코 서남부 힐라 황무지(Gila Widerness)와 애리조나 동남부및 멕시코 북부지역에 살던 원주민
- 허호컴 (Hohokam[həˈhoʊkəm]): 애리조나 카사 그란데(Casa Grande)를 중심으로 살던 원주민

1598년 스페인의 오냐테(Oñate)장군이 이끄는 뉴멕시코 원정팀이 올라와서 리오그란데 강 상류 지역에 스페인 이주민을 정착 시키면서 푸에블로는 스페인의 통치하에 들어갔다. 그들에게 기독교를 선교하는 활동도 시작하였다. 그러나 새로운 종교를 거부하는 세력도 컸다. 아코마 푸에블로와 오냐테의 군인들 과의 갈등으로 10여명의 스페인 사람들이 죽게 되자 보복으로 아코마 푸에블로를 공격하여 600여명을 죽이고 항복을 받아낸 뒤에도 25세 이상의 남자들은 전부 그들의 발목 하나를 잘라 버리는 잔인한 처벌을 했다. 그 뿐만 아니라 이주해온 스페인 이주자도 그의 통치에 불만을 갖게 되었다. 스페인의 왕은 이런 사실을 알고 오냐테를 소환하고 페드로 데 페랄타(Pedro de Peralta)를 1609년 임명했다. 그 이듬해 페랄타는 산타페를 수도로 정하고 이 지방을 다스렸다. 스페인사람들은 푸에블로 인에게 개발된 농기구를 제공해주고 그들이 가져온 소, 말, 양을 기르게 했고 밀, 양파, 사과 등의 농업기술을 가르쳤다. 스페인 군인들은 이방인, 즉 나바호와 아파치인디언이 푸에블로 부락을 침입하는 것을 막아주는 보호자 역할을 해 줌으로써 상호 의존의 혜택을 주고 받아 평화를 유지해 나갔다. 1670년에 이르러 심한 가뭄으로 식량난을 겪은 데다 스페인 사람들과 접촉으로 인한 유럽에서 들어온 여러 가지 병이 푸에블로 인디언에게 퍼져서 면역성에 약했던 이유로 인해서 인디언의 사망률이 높아 인구의 급작스런 감소가 있었다. 1675년에 와서는 고유의 종교의식에 박해를 가하는 일이 일어났다. 47명의 종교 지도자를 체포하고 4명에게 교수형 언도를 내렸다. 푸에블로 지도자 70명이 산타페를 쳐 들어가 협박하여 살아 있는 종교 지도자를 구출 해내긴 했으나 이로 인해 상호간의 갈등은 고조 되었다. 그때 석방된 자 중의 한사람인 포페이(Popé 혹은 Popay)란 산환(San Juan)푸에블로 인은 스페인 사람들의 통치에서 벗어날 계획을 세우고 여러 부족과 비밀리에 동맹을 맺고 1680년 8월10일 일제히 봉기하여 성당을 불사르고 사제를 죽이는 푸에블로 반란(Pueblo Revolt)을 일으켰다. 11일 동안의 격전 끝에 산타페는 2,500명의 병사의 승리로 푸에블로의 손에 넘어갔다. 산타페에 있던 3,000명의 스페인 사람들은 뉴멕시코 남쪽 엘파소로 피난을 갔고 스페인의 통치는 막을 내렸다. 주권을 되찾은 푸에블로인 들은 새로운 어려움에 부닥쳤다. 어느 부족이 산타페를 차지할 것인가란 질문에도 통일된 의견이 없었고 부족들 간의 거리가 너무나 원거리 여서 협력에 어려움이 있었고 8개의 다른 언어를 쓰고 있는 부족 간의 의사소통에도 어려움이 있었다. 포페이는 그 후 스페인 군인들의 두 차례에 걸친 공격을 막아 내긴 했으나 부족을 연합 시키는 일에는 힘이 부족했다. 1692년 디에고 데 발가스(Diego de Vargas)는 스페인 군인150명과 우호적 관계를 가진 군인 다수를 거느리고 다시 산타페에 무혈로 입성하여 지도자들과 평화적인 협상을 맺고 푸에블로 인디언은 스페인의 통치를 받으며 평화적인 관계를 갖게 되었다.
1821년 스페인의 통치는 끝나고 독립한 멕시코의 영토가 되었으나 1846년 멕시코-미국 전쟁이 일어났고 멕시코는 뉴멕시코와 애리조나, 캘리포니어를 포함한 남서부의 땅을 포기하는 조건으로 미국은 1천5백만 불을 지불하고 푸에블로는 미국의 통치를 받게 되었다. 연방정부는 새로운 도로를 건설하고 산림을 국유림으로 관리하게 되자 푸에블로의 권익에 피해를 주는 일도 생기게 되었다. 타오스 푸에블로에 흘러 들어오는 개울물의 근원지인 블루레이크(Blue Lake)가 국유림으로 들어가 그의 소유권을 놓고 60여 년간 법정투쟁을 벌린 결과 타오스 푸에블로가 1970년 승소한 것은 하나의 좋은 사례가 된다.

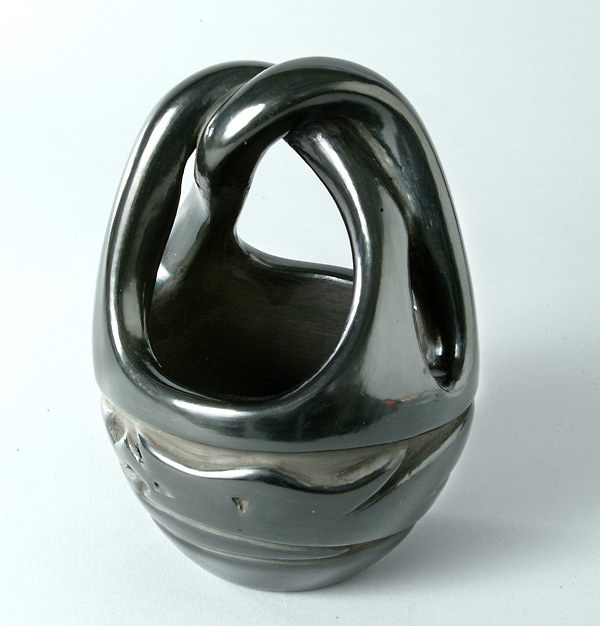
푸에블로의 현대적 도자기

## 오늘의 푸에블로
오늘 날에도 푸에블로들은 그들의 땅과 그들의 전통을 지키려고 노력하고 있다. 각각의 푸에블로는 하나의 독립 국가와도 같이 그들의 정부가 있고 그 들의 지도자를 뽑기 위해 선거를 치르며 그들이 운영하는 법정이 있고 그들의 경찰이 있다. 푸에블로를 관리하는 부족의 정부는 부족의 생활환경을 개선시키려고 노력하고 있다. 예를 들면 산타아나 푸에블로에서는 주민들이 컴퓨터를 잘 사용할 수 있게 새로운 시설 작업을 하고 있다. 그들의 주택지에 전화선의 연결이 안 되어 있음을 감안해서 무선 인터넷을 제공하려고 한다. 푸에블로인 들 중에는 농업이나 목축에 종사하는 사람도 있지만 요즘의 젊은이들은 로스앨러모스, 샌타페이, 앨버커키 같은 도시로 나와서 미국사회에서 생활하고 있다. 그러나 자기들의 푸에블로에서 특별한 종교적인 또는 축제의 행사가 있을 때에는 푸에블로에 와서 함께 행사를 돕는다고 한다.
이제는 모두 영어를 사용하지만 초등학교에서는 푸에블로의 고유 언어도 가르쳐서 전통을 이어받게 하려고 노력한다. 푸에블로 인들은 그들의 공예품을 만드는 일에 탁월한 예술적인 재주를 가졌다. 푸에블로마다 독특한 수법과 디자인으로 도기, 터키석의 공예품을 만들고 있다.

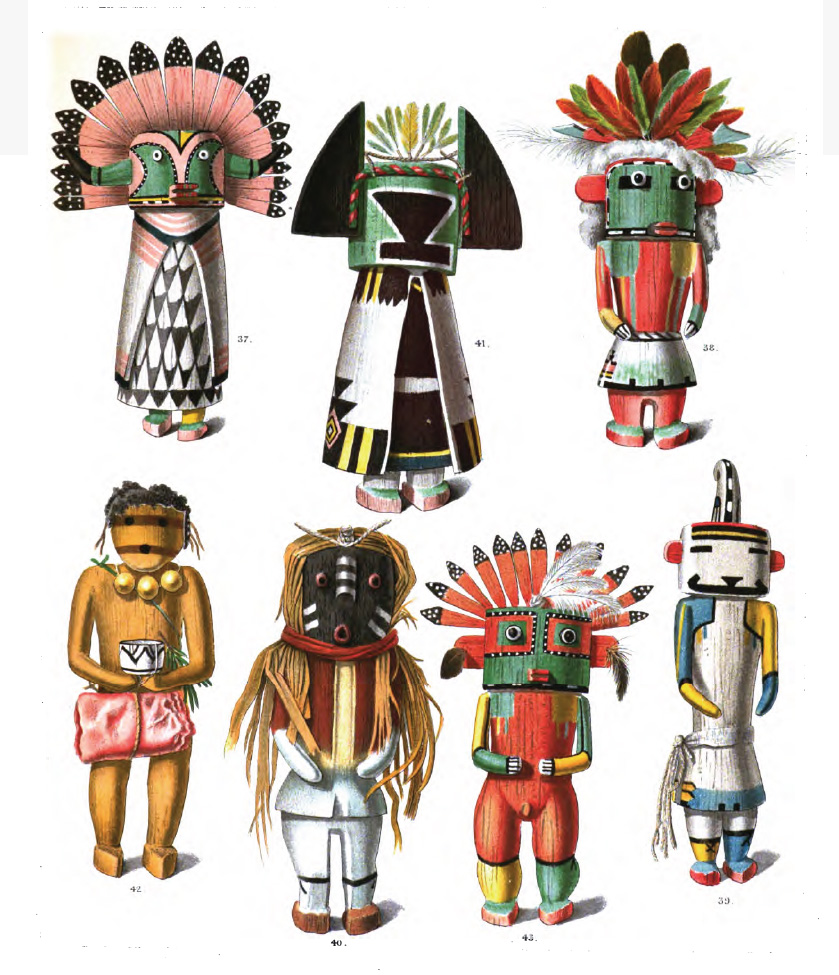
카치나(Kachina) 인형들

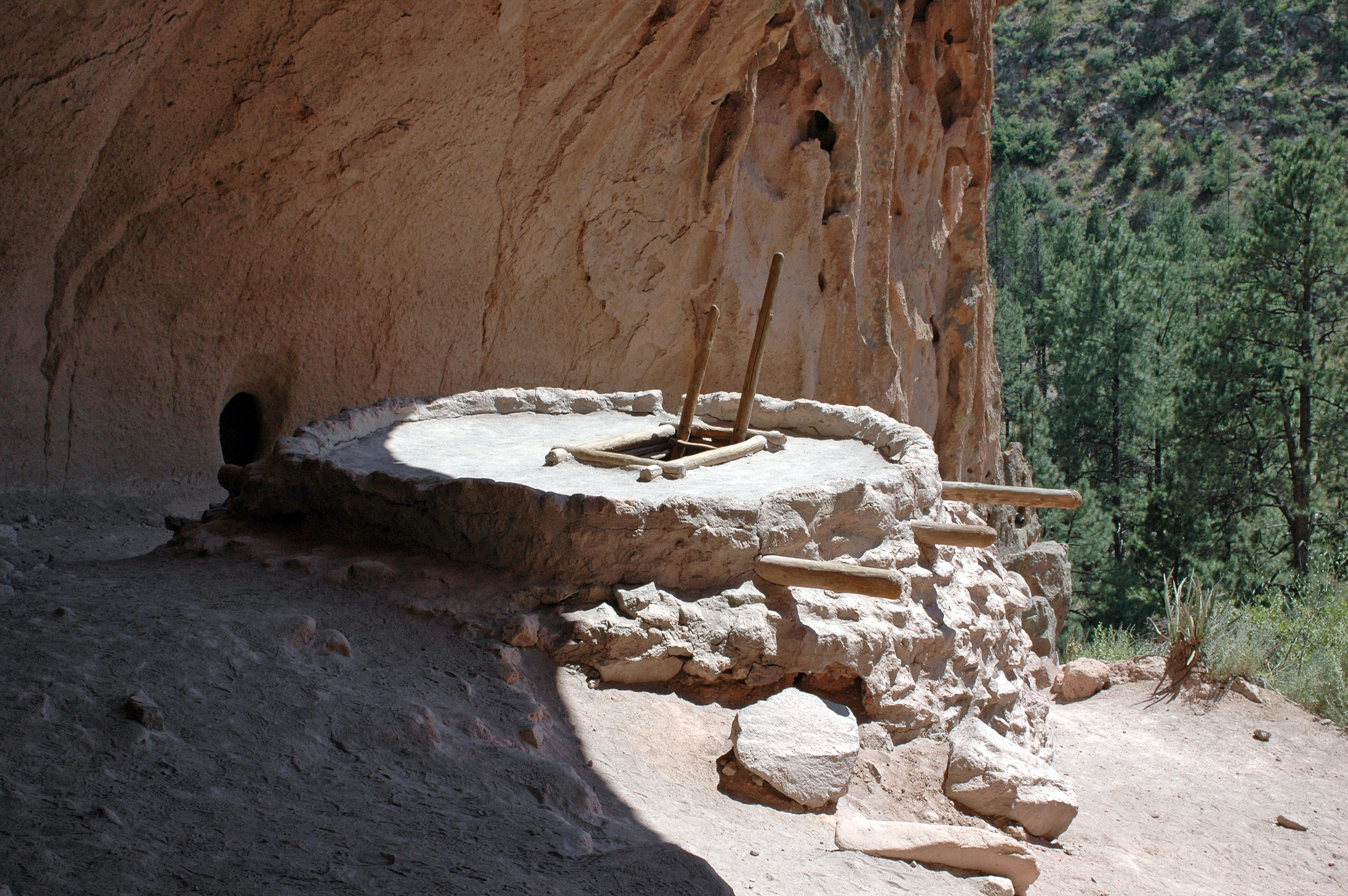
벤들리어 모뉴먼트에 있는 키바(Kiva)

## 종교
푸에블로는 인간이 지하 세계에서 밖으로 나왔다고 믿는다. 인간의 의무는 자연과 조화를 이루기 위해서 땅을 보호하고 짐승들을 존중해야 하며 하늘과 땅에 늘 감사해야 된다고 믿고 있다. 년중 종교의식으로 춤을 추면서 비가 많이 내려서 옥수수의 경작이 잘 되길 기원하는 콘댄스(Corn Dance)의식이 있는데 모든 푸에블로의 공통되는 행사다. 콘 댄스 외에도 버팔로 댄스, 사슴댄스도 있는데 춤의 의식은 신에 감사의 표시며 또 소원을 기원하는 것이 목적이다. 자연신과 인간 사이에 중개 역할을 하는 카치나(Kachina)가 있다고 믿는다. 카치나는 인형처럼 만들어서 집에 성물로 두기도 한다. 카치나의 복장과 마스크를 쓰고 열심히 춤을 추면 카치나의 신이 춤추는 사람에게 임한다고 믿는다. 푸에블로부락마다 둥근 원형으로 지은 키바(Kiva)라고 부르는 종교 의식을 위한 건물이 있다. 반 지하실에 가깝게 땅 밑에 짓고 지붕은 평평하게 아도베 건축 형식으로 짓고 중앙에 통로를 두고 사다리로 출입을 한다. 키바 안 바닥에는 지하 세계로 연결됨을 상징하는 구멍을 만들어 둔다. 키바는 신성한 곳 이여서 어린이나 여성들은 출입을 못하게 한다.

## 푸에블로 리스트(List)

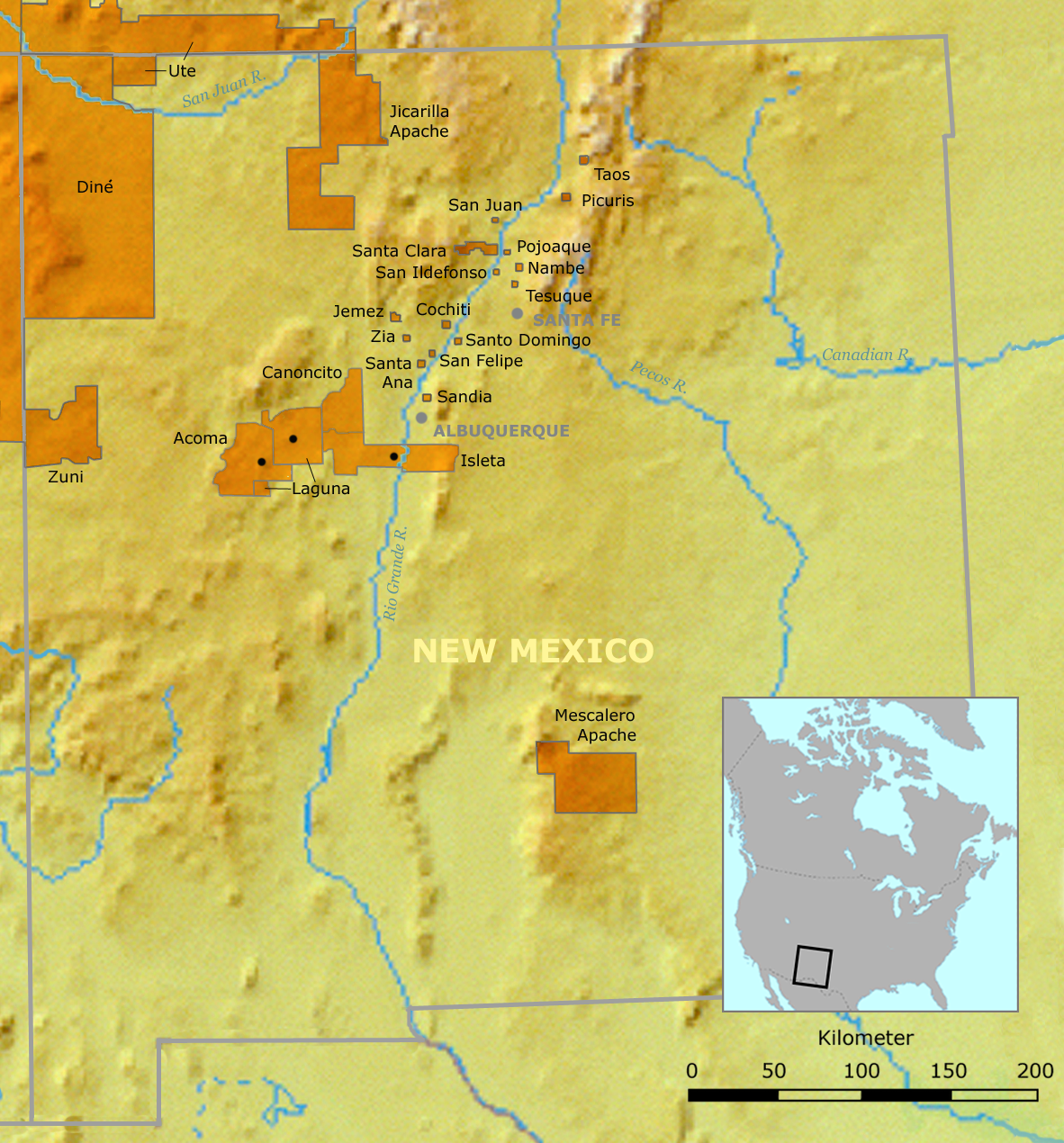
뉴멕시코주의 푸에블로의 분포

일반적으로 사진 촬영이 대부분의 푸에블로에서는 금지되어 있으므로 이를 유의해야 된다. 푸에블로마다 여행객이 방문할 수 있는 고유의 축제가 매년 정해진 날에 열린다. 아래의 리스트에 이를 표시하였다.
뉴멕시코
- 아코마 푸에블로(Acoma Pueblo) 120m 높이의 메사(Mesa) 절벽 위에 자리 잡은 푸에블로여서 하늘의 도시(Sky Citty)란 별명이 붙어있다. 안내원의 설명을 들으며 단체로 입장하는 관광 서비스가 있다. 동영상 촬영은 금지되나 사진은 $10의 요금이 사진기 당 부과된다. 교회와 묘지는 촬영이 금지 되어 있다.[2]
- 산토도밍고 (케와) 푸에블로( Santo Domingo (Kewa) Pueblo) 축제일(Feast Day)은 8월 4일. 사진 촬영은 금지.
- 코치티 푸에블로(Cochiti Pueblo) 축제일(Feast Day)은 7월14일
- 이즈레타 푸에블로(Isleta Pueblo)
- 헤이메즈 푸에블로(Jemez Pueblo)축제일(Feast Day)은 8월2일
- 라구나 푸에블로(Laguna Pueblo) 축제일(Feast Day)은 9월19일. 사진은 금지.
- 남베 푸에블로(Nambe Pueblo) 성 프란시스 축제일(Feast Day)은 10월4일
- 오케오윙예 푸에블로(Ohkay Owingeh Pueblo) 축제일(Feast Day)은 6월24일 2005년까지는 산환(San Juan)푸에블로라고 불렀다.
- 픽카리스 푸에블로(Picuris Pueblo)축제일(Feast Day)은 8월10일
- 포워키 푸에블로(Pojoaque Pueblo)축제일(Feast Day)은 12월12일, 1월6일
- 샌디아 푸에블로(Sandia Pueblo)축제일(Feast Day)은 6월13일
- 산 페리페 푸에블로(San Felipe Pueblo)축제일(Feast Day)은 5월1일
- 산 일데폰소 푸에블로(San Ildefonso Pueblo)축제일(Feast Day)은 1월23일 사진촬영 가능 ($10)
- 산타 아나 푸에블로(Santa Ana Pueblo)축제일(Feast Day)은 7월26일
- 산타 클라라 푸에블로(Santa Clara Pueblo)축제일(Feast Day)은 8월12일
- 타오스 푸에블로(Taos Pueblo)UNESCO 세계 문화 유산으로 지정된 푸에블로다. 가장 많이 알려지고 관광객도 가장 많이 찾아가는 곳이다. 축제일(Feast Day)은 9월30일 사진촬영 가능 ($6)[3]
- 테수키 푸에블로(Tesuque Pueblo)
- 지아 푸에블로(Zia Pueblo)축제일(Feast Day)은 8월15일
- 주니 푸에블로(Zuni Pueblo)

애리조나
- 호피 푸에블로(Hopi Pueblo)

텍사스
- 이스레타 푸에블로(Ysleta del Sur Pueblo)축제일(Feast Day)은 6월13일
- 피루 푸에블로(Piru Pueblo)

## 같이 보기
- 카사스 그란데스
- 호피족
- 주니족